# Phalgea maculata
Phalgea maculata  (лат.) — вид мелких наездников рода Phalgea из семейства Ichneumonidae (Acaenitinae). Эндемик Вьетнама.

## Распространение
Юго-Восточная Азия, Вьетнам.

## Описание
Мелкие паразитические наездники, предположительно заражающие обитающих в древесине личинок насекомых. Маргинальная ячейка переднего крыла с желтоватым пятном и группой пунктировкой мезосомы.

## Систематика
Вид был впервые описан в 2015 году вьетнамским энтомологом Н. Т. Фамом (Nhi Thi Pham, Institute of Ecology and Biological Resources, Vietnam Academy of Science and Technology, Ханой, Вьетнам) и голландским гименоптерологом К. Ахтенбергом (Cees Van Achterberg, Naturalis Biodiversity Center, Лейден, Нидерланды). Сходен с видами Phalgea lutea Cameron (Малайзия) и Phalgea melaptera Wang (Китай), отличаясь желтоватым пятном в маргинальной ячейке переднего крыла и группой пунктировкой мезосомы. Первый представитель подсемейства Acaenitinae, обнаруженный во Вьетнаме.